# 김천 계림사 석조나한좌상
김천 계림사 석조나한좌상(金泉 鷄林寺 石造羅漢坐像)은 대한민국 경상북도 김천시 개령면 동부리, 계림사에 있는 불상이다. 2014년 10월 20일 경상북도의 문화재자료 제621호로 지정되었다.

## 개요
이 불상은 상하좌우 170cm, 두께 30cm 가량의 바위 표면에 3cm 정도의 깊이로 얇게 부조된 마애상(磨崖像)이다. 10여 년 전에 계림사 인근 산기슭에서 현재의 장소로 이안(移安)되었다고 한다. 두 손을 맞잡은 채 결가부좌(結跏趺坐)하였고 머리에는 두건을 착용하고 있다.
두드러진 특징은 머리의 두건과 수인(手印)으로, 이처럼 두 손을 깍지 낀 채 엄지를 맞댄 수인은 본 상을 제외하고서는 아직 알려진 바가 없다. 머리의 두건은 지장보살상, 승가대사상, 나한상 등의 착용 사례가 있으며, 본 상의 명칭은 승가대사 또는 나한일 것으로 판단된다. 마멸이 심하여 존명과 제작시기 등에 대하여 정확한 판단을 하기 어려우나, 비슷한 도상의 상(像)들이 대부분 고려 말∼조선 초기에 제작된 사례가 보고되어 있으므로 이와 비슷한 시기로 추정된다.
두건을 쓴 독특한 도상의 불상은 현존 예가 매우 적어 희귀성이 있으며, 2m에 가까운 크기로 단독 전각의 주존불(主尊佛)이었을 가능성이 있는 점 등을 고려하여 문화재자료(文化財資料)로 지정한다.

## 같이 보기
- 계림사

## 참고 자료
- 김천 계림사 석조나한좌상 - 국가유산청 국가유산포털